# Cub Teagarden
Clois Lee „Cub“ Teagarden, auch Cubby, (* 16. Dezember 1915 in Vernon (Texas); † 1969 Riverton (New York)) war ein US-amerikanischer Jazz-Schlagzeuger.
Cub war der Bruder des Posaunisten Jack Teagarden (Big T) und des Trompeters Charles Teagarden (Little T). Seine Schwester Norma Teagarden war Pianistin. Der Vater starb 1918, und die Kinder zogen mit der Mutter (einer Ragtime-Pianistin) nach Oklahoma. Er spielte in verschiedenen Territory Bands und 1939 in der Big Band seines Bruders Jack (Jack Teagarden and His Orchestra), die aber kein finanzieller Erfolg war. Aus dieser Zeit stammen die meisten Aufnahmen. Cub spielte in den 1940er Jahren an der Westküste, leitete zeitweise eine eigene Band, spielte mit dem Oklahoma Symphony Orchestra und zog sich 1948 aus der Musikszene zurück und arbeitete für eine Telefonfirma in Long Beach, Kalifornien.